# César Daly
César Daly, född 17 juni 1811 i Verdun, död 11 januari 1894 i Wissous, var en fransk arkitekt och publicist. Hans inflytande bestod främst i de många publikationer och skrifter han utgav, bland dem Architecture privée au XIXe siècle som utkom i flera upplagor och presenterade detaljerade beskrivningar och färgillustrationer över fransk arkitektur och inredning. 
Daly invaldes som utländsk ledamot i Konstakademien 1842.

## Publikationer
- L'Architecture privée au XIXème siècle sous Napoléon III. Nouvelles maisons de Paris et des environs (3 volumes, Paris, 1864)
- Architecture contemporaine. Les Théâtres de la place du Châtelet : Théâtre du Châtelet ; Théâtre lyrique (skriven tillsammans med Gabriel Davioud, Paris, 1865)
- Motifs historiques d'architecture et de sculpture d'ornement : choix de fragments empruntés à des monuments français du commencement de la Renaissance à la fin de Louis XVI (2 volumes, Paris, 1869)
- Architecture funéraire contemporaine. Spécimens de tombeaux… choisis principalement dans les cimetières de Paris et exprimant les trois idées radicales de l'architecture funéraire (Paris, 1871)
- L'Architecture privée au XIXème siècle (Deuxième série). Nouvelles maisons de Paris et des environs (3 volumes, Paris, 1872)
- L'architecture privée au XIXème siècle. Troisième série. Décorations intérieures peintes (2 volumes, Paris, 1874)
- Revue générale de l'architecture et des travaux publics (1840-1888)